# Sauro Scavolini
Sauro Scavolini (* 3. Februar 1934 in Pesaro; † 29. März 2022) war ein italienischer Drehbuchautor und Filmregisseur.

## Leben
Scavolini begann sein Arbeitsleben zunächst als Maler; ab 1960 besuchte er das Centro Sperimentale di Cinematografia und war als Schnittsekretär für Renato Castellani tätig. Ab 1966 war er für die Drehbücher zahlreicher Genrefilme für das Kino zuständig, besonders häufig arbeitete er mit Sergio Martino zusammen. Neben einem 1972 entstandenen Spielfilm, Amore e morte nel giardino degli dei, trat er als Regisseur vereinzelter Fernsehfilme ab 1977 in Erscheinung.
Scavolinis Bruder ist der Regisseur Romano.

## Filmografie (Auswahl)
- 1966: Johnny Yuma (Johnny Yuma)
- 1967: 10.000 blutige Dollar (10.000 dollari per un massacro)
- 1970: Brutale Stadt (Città violenta)
- 1971: Love Inferno (La controfigura)
- 1971: Der Schwanz des Skorpions (La coda dello scorpione)
- 1971: Zwei Halleluja für den Teufel (Abre tu fosa, amigo… llega Sábata)
- 1972: Amore e morte nel giardino degli dei (auch Regie)
- 1972: Die Farben der Nacht (Tutti i colori nel buio)
- 1972: Meine Kanone, mein Pferd… und deine Witwe (Tu fosa será la exacta… amigo)
- 1973: Il tuo vizio è una stanza chiusa e solo io ne ho la chiave
- 1973: Sieben Stunden der Gewalt (Sette ore di violenza per una soluzione imprevista)
- 1976: Blutiger Schweiß (Poliziotti violenti)
- 1976: Ab morgen sind wir reich und ehrlich
- 1977: Mannaja – Das Beil des Todes (Mannaja)
- 1986: Entscheidung in Cartagena (Tre giorni ai tropici)
- 1986: Paco – Kampfmaschine des Todes (Vendetta dal futuro)
- 1988: American Rikscha (American risciò)
- 1989: Hölle der Verdammten (Mal d'Africa)
- 2006: L'ultimo rigore 2